# Michael Phạm Quang Hồng
Michael Phạm Quang Hồng là một linh mục Công giáo người Úc gốc Việt nổi tiếng về thuyết giảng. Ông nguyên là một Sư huynh (Frère) của Dòng Lasan Việt Nam. Ông từng là Huấn luyện viên Karate thuộc Sở Thể dục Thể thao Thành phố Hồ Chí Minh kiêm trưởng Đoàn Võ sinh Karate của Sở Thể dục Thể thao Thành phố Hồ Chí Minh sang Úc thi đấu. Trước đó, ông bị chính quyền Cộng hòa Xã hội chủ nghĩa Việt Nam giam giữ 10 năm do có liên hệ với linh mục Nguyễn Văn Vàng, Chủ Tịch Hội Đồng Liên Tôn Toàn Quốc Chống Cộng bị bắt vào năm 1978. Các Video của ông về thuyết giảng kinh thánh Công giáo được phát trên Youtube được nhiều triệu lượt người xem và phổ biến trên mạng internet.

## Cuộc đời
Phạm Quang Hồng sinh ngày 17 tháng 1 năm 1949 tại Sài Gòn. Ông học tiểu học và trung học tại dòng La San Đa Minh Phước Sơn Thủ Đức. Năm 14 tuổi ông gia nhập đệ tử dòng La San. Ông có bằng Nhất đẳng Huyền đai Karatedo do Nhật Bản cấp.

### Phục vụ tại Dòng La San và bị giam cầm
Ông Phạm Quang Hồng vào Dòng La San Việt Nam và được khấn trọn đời vào năm 1975. Sau vụ Linh mục Nguyễn Văn Vàng, nguyên Chủ Tịch Hội Đồng Liên Tôn Toàn Quốc Chống Cộng bị bắt vào năm 1978. Những người có mối liên hệ với ông Vàng đều bị bắt bao gồm gần 400 tu sĩ thuộc 5 Dòng nam đóng tại Thủ Đức là Dòng Đa Minh, Dòng Phước Sơn, Dòng La San, Dòng Chúa Cứu Thế và Dòng Salesiên Don Bosco. Ông Phạm Quang Hồng bị mang án 13 năm nhưng được thả sớm ra tù năm 1988, trước 3 năm. Trong tù, ông cũng có dịp học thêm tiếng Hoa với một bạn tù gốc Hoa bị giam chung từng là một chủ bút của tờ báo tiếng Hoa tại Sài Gòn. Vì biết võ thuật nên sau khi ra tù, ông Hồng tiếp tục hoạt động phụng vụ trong dòng đồng thời đi dạy học và dạy võ.

### Hoạt động võ thuật và rời Việt Nam
Ông Phạm Quang Hồng là Huấn luyện viên môn Karate thuộc Sở Thể dục Thể thao Thành phố Hồ Chí Minh. Ông đã 3 lần dẫn đoàn Karate của Thành phố sang Úc biểu diễn và thi đấu. năm 1997, trong lần thứ 3 đưa đoàn sang Úc ông và cả đoàn vận động viên đã xin ở lại Úc. Dưới sự bảo trợ của Dòng Lasan Úc Châu, Ông Hồng cả đoàn đã xin tị nạn thành công và được chính quyền Úc cho phép ở lại. Sau khi định cư, ông Hồng nhiều lần xin được về Việt Nam thăm thân nhân, nhưng không được chính quyền Việt Nam cấp phép.

### Trở thành Linh mục
Tháng 7 năm 2003, Sư Huynh Phạm Quang Hồng đã được Tổng Giám Mục Hickey chấp thuận đơn xin chuyển hướng gia nhập Đại Chủng viện St Charles tại Tổng Giáo Phận Perth. Ông chính thức vào học tại Đại Chủng Viện vào ngày 3 tháng 8 năm 2003.
Ngày 3 tháng 12 năm 2005, ông Phạm Quang Hồng được Tổng Giám mục Barry James Hickey, Tổng Giám Mục Perth truyền chức Phó tế tại Nguyện Đường Trung Tâm Công Giáo Việt Nam ở Tây Úc. Lễ truyền chức diễn ra có sự hiện diện của Giám mục phó Donald Sproxton của Giáo phận nhà và hơn 50 linh mục người Úc gốc Việt. Ngày 12 tháng 5 năm 2006, Phó tế Phạm Quang Hồng đã được Tổng Giám Mục Barry James truyền chức linh mục tại Nhà Thờ Chánh Tòa St Mary. Trong lễ thụ phong của ông có sự hiện diện của mẹ ông từ Việt Nam sang. Linh mục Phạm Quang Hồng cử hành Thánh lễ mở tay tại Nhà Thờ Chúa Chiên Lành (Lockridge) vào ngày 13 tháng 5, đây là nơi ông đã phụng vụ sau khi phụng vụ với vai trò Phó tế. Ông được Giám mục giáo phận cử về phụng vụ tại giáo xứ Chúa Chiên Lành với vai trò phó xứ. Ngày 26 tháng 2 năm 2009, linh mục Michael Phạm Quang Hồng nhận chức linh mục Phụ tá Quản nhiệm Cộng Đoàn Công Giáo Việt Nam Tây Úc.